# Гендриков, Дмитрий Александрович
Граф Дмитрий Александрович Гендриков  (1831—1898) — русский генерал-лейтенант из рода Гендриковых, участник подавления Январского восстания.

## Карьера
Родился 24 апреля 1831 года в семье шталмейстера графа Александра Ивановича и его жены Прасковьи Александровны, урождённой княжны Хилковой. Воспитывался в пажеском корпусе. На службу поступил 8 августа 1850 года из камер-пажей корнетом в кавалергардский полк; 3 ноября 1851 года назначен адъютантом к командующему главной квартирой князю Орлову. В 1852 году произведён в поручики.
Принимал участие в Восточной войне и за дело у Силистрии 11 июля 1854 года награждён орденом Св. Анны 4-й степени. 6 ноября 1856 года отчислен в полк, а 23 апреля (1857?)[уточнить] произведен в штабс-ротмистры. 21 июля того же года назначен адъютантом к начальнику штаба Кавказских войск Д. А. Милютину, с переводом в Переяславский драгунский полк в чине майора.
Принимал участие в экспедиции против горцев. В 1858 году уволен от службы по домашним обстоятельствам в чине подполковника. В 1861 году уже майором вновь определён на службу в Севастопольский пехотный полк. В 1862 году назначен для особых поручении к Санкт-Петербургскому генерал-губернатору, с зачислением по армейской кавалерии.
В 1864 году за отличие в делах против польских мятежников произведён в подполковники. В 1866 году прикомандирован к штабу корпуса жандармов. В 1868 году произведён в полковники. В 1873 году уволен со службы по домашним обстоятельствам, а в 1874 году снова вступил на службу, с прикомандированием к тому же штабу.
В 1877 году назначен штаб-офицером для особых поручении при шефе жандармов. В 1886 году произведён в генерал-майоры, а 4 ноября 1896 года произведён в генерал-лейтенанты и уволен от службы с мундиром и пенсией.

## Военные чины
- В службу вступил (08.08.1850)[1]
- Корнет (08.08.1850)
- Поручик (25.04.1852)
- Штабс-ротмистр (23.04.1857)
- Майор (21.07.1857)
- Подполковник (09.02.1864)
- Полковник (31.03.1868)
- Генерал-майор (13.04.1886)
- Генерал-лейтенант (04.11.1896)

## Награды
- Орден Святой Анны 4-й ст. (1854)[1]
- Орден Святой Анны 3-й ст. с мечами (1857)
- Орден Святого Станислава 2-й ст. с мечами (1858)
- Орден Святой Анны 2-й ст. (1870)
- Орден Святого Владимира 4-й ст. (1881)
- Орден Святого Владимира]] 3-й ст. (1888)
- Орден Святого Станислава 1-й ст. (1891)
- Орден Святой Анны 1-й ст. (1895)

## Семья
Генерал Гендриков был женат с 27 апреля 1869 года на дочери губернского секретаря Анне Фавстовне Занадворской (1848—1885). У них были дети: Александр (1875—1945), Степан (1882—1909), Дмитрий (1885—1912) и Екатерина (30.01.1870—1891). Овдовев, женился на Анне Ивановне Карлугиной (ум. 1909). Детей в этом браке не имел.
Старший сын его на момент революции состоял в чине статского советника. Эмигрировал в Висбаден с супругой Еленой Анатольевной (1884—1938), сестрой барона Э. А. Палена.